# Charlotte & Per tillsammans
Charlotte & Per tillsammans är ett musikalbum med Charlotte Höglund, fjorton år, och hennes bror Per Höglund, åtta år, utgiven på Signaturs förlag 1978. Skivan är inspelad av Lennart Karlsmyr i KMH Studio och Boje Lundberg i Prims studio. Flertalet av låtarna är skrivna av syskonens far Arne Höglund. 
Medverkande musiker är Kjell Öhman, Peter Sandwall, Rutger Gunnarsson, Sam Bengtsson, Ola Brunkert, Per Lindvall, Lasse Westman, Lasse Wellander, Håkan Mjörnheim, Jan Kling, barnkör från Adolf Fredriks musikskola under ledning av Susanne Walldoff samt Sveriges Radios symfoniorkester.

## Låtlista

### Sidan 1
1. "Tillsammans" (Arne Höglund)
2. "Tänk va mycket fint han gjort" (Arne Höglund)
3. "Var inte rädd" (Arne Höglund)
4. "Jag tror på Gud" (Arne Höglund)
5. "Himlen" (Arne Höglund)
6. "Noa" (Jan Höglund/Arne Höglund)
7. "Jag har en vän" (Peter Sandwall, Jan Höglund/Arne Höglund)
8. "Den som kommer till mig" (Jan Höglund/Arne Höglund)

### Sidan 2
1. "Fjorton år" (Arne Höglund)
2. "Gud lever idag" (Arne Höglund)
3. "Huset på klippan" (Arne Höglund)
4. "Du är hos dem" (Arne Höglund)
5. "Rollspel" (Arne Höglund)
6. "Som en soluppgång" (Arne Höglund)